# Campyloneurum sphenodes
Campyloneurum sphenodes là một loài thực vật có mạch trong họ Polypodiaceae. Loài này được (Kunze ex Klotzsch) Fée miêu tả khoa học đầu tiên năm 1852.